# Miroslav Holec
Miroslav Holec (* 8. November 1987 in der Tschechoslowakei) ist ein tschechischer Eishockeyspieler, der seit 2015 beim HC Olomouc in der tschechischen Extraliga unter Vertrag steht.

## Karriere
Miroslav Holec begann seine Karriere als Eishockeyspieler in der Jugend des IHC Písek, für die er bis 2005 aktiv war. Anschließend spielte der Angreifer zwei Jahre lang für dessen erste Mannschaft in der drittklassigen 2. Liga, wobei er mit seiner Mannschaft in der Saison 2005/06 in der Relegationsrunde nur knapp den Aufstieg in die 1. Liga verpasste. Im Sommer 2007 wurde der Linksschütze vom HC Slavia Prag verpflichtet, für den er in den folgenden vier Jahren in der Extraliga spielte, wobei er parallel für den HC Rebel Havlíčkův Brod in der 1. Liga auf dem Eis stand. Mit dem HC Slavia Prag wurde Holec in der Saison 2007/08 Tschechischer Meister und im Jahr darauf Vizemeister.
Zur Saison 2011/12 wechselte Holec innerhalb der Extraliga zum HC Kometa Brno. Mit dem Verein, der seit 2009 der höchsten Liga angehörte, wurde er im ersten Jahr Vizemeister. Mit 19 Toren und 18 Assists während Saison und Playoffs gehörte er zu den erfolgreichsten Spielern seines Teams. In der folgenden Saison musste Brno jedoch in die Abstiegsrunde. In der Saison 2013/14 wurde er nach der Hälfte der Spielzeit an den Ligakonkurrenten HC Škoda Plzeň ausgeliehen. Im Viertelfinale der Playoffs traf er mit seinem neuen Team auf seinen Stammverein und schied aus. Im Jahr darauf wurde er erneut ausgeliehen, diesmal an den HC Slavia Prag. Der Verein wurde abgeschlagen Letzter der Hauptrunde und scheiterte anschließend in der Relegation.
Zur Saison 2015/16 verließ Miroslav Holec den Verein aus Brno endgültig und schloss sich dem HC Olomouc an.

## Erfolge und Auszeichnungen
- 2008 Tschechischer Meister mit dem HC Slavia Prag
- 2009 Tschechischer Vizemeister mit dem HC Slavia Prag
- 2012 Tschechischer Vizemeister mit dem HC Kometa Brno

## Extraliga-Statistik
(Stand: Ende der Saison 2014/15)